# Ewa Nowina-Konopka
Ewa Nowina-Konopka z domu Sołowiej (ur. 1970) – polska dziennikarka, z wykształcenia ekonomistka (Szkoła Główna Handlowa w Warszawie), od 1999 redaktor naczelna „Naszego Dziennika”, wiceprezes zarządu i jedyny udziałowiec Spes (spółki z o.o.), wydawcy tej gazety.
Mieszkała w Macharach w powiecie mrągowskim na Mazurach. Po ukończeniu liceum w Mrągowie i studiów na SGH, od 1995 pracowała w Ministerstwie Przekształceń Własnościowych, potem w warszawskim biurze Radia Maryja.
21 czerwca 2008 poślubiła najstarszego syna posłanki Haliny Nowiny-Konopki, Marcina. Małżeństwo pobłogosławił ojciec Tadeusz Rydzyk CSsR.